# Victor Sjöström – ett porträtt av Gösta Werner
Victor Sjöström – ett porträtt av Gösta Werner är en svensk-västtysk dokumentärfilm om den svenske regissören och skådespelaren Victor Sjöström från 1981.
Filmen regisserades av Gösta Werner och visar bilder från Sjöströms olika filmer. Filmen innehåller även en intervju med Ingmar Bergman i vilken denne berättar om första gången han träffade Sjöström samt deras samarbete i filmen Smultronstället (1957). Erland Josephson medverkar som berättarröst i filmen.

### Fotnoter
1. 1 2  ”Victor Sjöström – ett porträtt av Gösta Werner”. Svensk Filmdatabas. http://sfi.se/sv/svensk-filmdatabas/Item/?itemid=15494&type=MOVIE&iv=Basic&ref=/templates/SwedishFilmSearchResult.aspx?id%3d1225%26epslanguage%3dsv%26searchword%3dvictor+sj%C3%B6str%C3%B6m%26type%3dMovieTitle%26match%3dBegin%26page%3d1%26prom%3dFalse. Läst 15 maj 2013.